# Enantigonodesmus planus
Enantigonodesmus planus är en mångfotingart som beskrevs av Filippo Silvestri 1898. Enantigonodesmus planus ingår i släktet Enantigonodesmus och familjen fingerdubbelfotingar. Inga underarter finns listade i Catalogue of Life.